# Congophiloscia saothomensis
Congophiloscia saothomensis là một loài chân đều trong họ Philosciidae. Loài này được Schmalfuss & Ferrara miêu tả khoa học năm 1978.